# Eurynola mesoleuca
Eurynola mesoleuca är en fjärilsart som beskrevs av Oswald Beltram Lower 1903. Eurynola mesoleuca ingår i släktet Eurynola och familjen trågspinnare. Inga underarter finns listade i Catalogue of Life.